# Tourville-sur-Arques
Tourville-sur-Arques é uma comuna francesa na região administrativa da Normandia, no departamento de Sena Marítimo. Estende-se por uma área de 5,88 km². Em 2010 a comuna tinha 1 255 habitantes (densidade: 213,4 hab./km²).